# Taxa de aprovação
Taxa de aprovação é uma expressão usada em pesquisa de opinião e que reflete a percentagem de consultados que aprovam uma determinada pessoa ou programa. A taxa de aprovação é muito usada para medir a popularidade de políticos, baseando-se nas respostas dadas por uma amostra da população a qual é questionada sobre se aprovam ou desaprovam uma figura pública. Uma pergunta típica poderia ser:
"Qual das expressões seguintes melhor descreve sua opinião sobre o governo do sr. Fulano: aprova totalmente, aprova em parte, desaprova em parte, desaprova totalmente ou não tem opinião formada/não sabe?"
Como a maioria das pesquisas que buscam predizer a opinião pública, a taxa de aprovação é subjetiva. Existem sistemas de medição de taxa de aprovação sem embasamento científico e que distorcem a opinião popular. Todavia, a taxa de aprovação é geralmente aceita como a opinião em geral da população.